# Ditaeniella
Ditaeniella is een vliegengeslacht uit de familie van de slakkendoders (Sciomyzidae).

## Soorten
- D. grisescens (Meigen, 1830)